# ゴートウォーター
ゴートウォーターまたはキディシチューとは、カリブ海の島であるモントセラトの郷土料理のシチューの一つである。モントセラトの国民食である。
ゴートウォーターはヤギ肉、パンノキ、野菜、玉ねぎ、トマト、スパイス、ハーブ、小麦粉を用いて作られる。 ラム酒、ウイスキーなどの蒸留酒や様々な芋なども加えられることがある。 ごはんと一緒に食べられることもある。 また、スパイスやハーブでスパイシーで風味豊かに仕上げられる。

## 起源
ゴートウォーターはアイルランドが発祥とされている。 この料理は牛肉の代わりにヤギ肉を使った「アイリッシュシチュー」とも言われてる。  

## 歴史
過去にはゴートウォーターではなくキディシチューと呼ばれていた。

## 参考
- カリブ海料理
- シチュー一覧